# YSR (Distrikt)
Der Distrikt YSR (Telugu వైఎస్‌ఆర్ జిల్లా Vai'es‌ār Jillā), bis 2010 Distrikt Kadapa (ältere Schreibweise Cuddapah), ist ein Distrikt des indischen Bundesstaates Andhra Pradesh. Verwaltungssitz ist die Stadt Kadapa. Der Distrikt ist nach dem ehemaligen Chief Minister von Andhra Pradesh Y. S. Rajasekhara Reddy (populär bekannt als „YSR“) benannt.

## Geographie und Klima

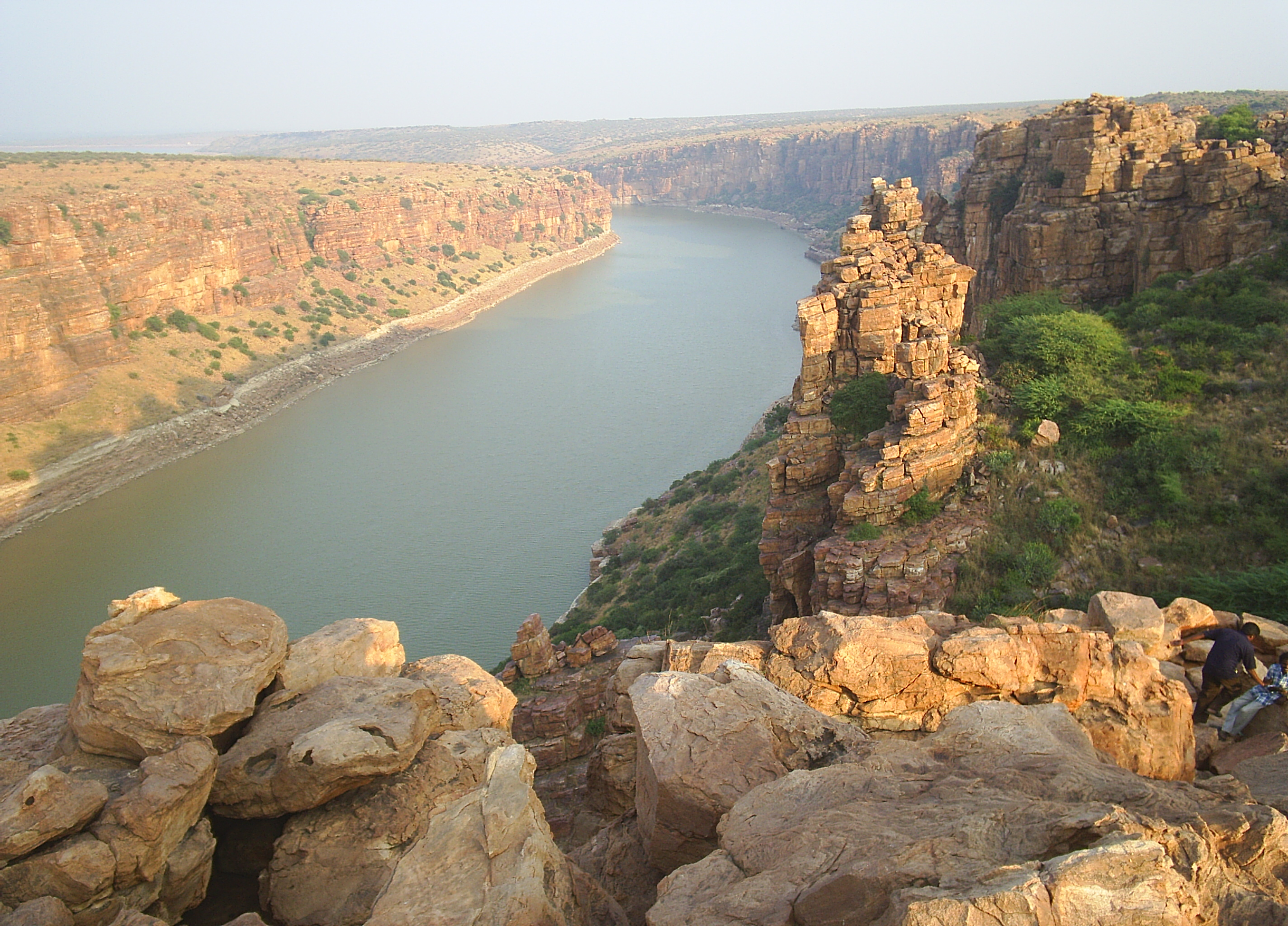
Blick von Gandikota Fort auf den Gandikota Canyon mit dem Fluss Pennar

Der Distrikt liegt im zentralen Süden von Andhra Pradesh. Im Norden grenzt er an die Distrikte Nandyal und Prakasam, im Westen an Sri Potti Sriramulu Nellore, im Süden an Annamayya, im Südwesten an Sri Sathya Sai und im Westen an Anantapur.
Der Distrikt gehört zur Großregion Rayalaseema und bildet zum Teil den südöstlichen Ausläufer der Dekkan-Hochebene. Die im Distrikt zu findenden Gesteinsformationen teilweise erdgeschichtlich sehr alt und stammen aus den Präkambrium (> 500 Millionen Jahre). Im östlichen Abschnitt bilden die Velikonda-Berge, eine Hügelkette der Ostghats, zum Teil die natürliche Grenze zum Nachbardistrikt Nellore. Eine weitere Bergkette sind die Palakonda- oder Seshachalam-Berge, ebenfalls Ausläufer der Ostghats, die eine maximale Höhe von etwa 900 Metern erreichen und südlich der Distrikthauptstadt in westlich-südwestliche Richtung verlaufen. Eine weitere Berg- und Hügelkette sind die Nallamalai- und Lankamalai-Berge, die in Nord-Süd-Richtung östlich der Distrikthauptstadt gelegen sind und etwa 750 bis 900 Meter Höhe erreichen. Dieses Bergland ist zum Teil dicht bewaldet. Von den 11.228 km² Distriktfläche sind nach offiziellen Angaben 4.037 km² (36 %) mit Wald bedeckt. Die wichtigsten Flüsse sind der Pennar und seine Zuflüsse. Zu diesen gehören als wichtigste der Cheyyair, der Chitravati, der Kundu, der Papagni und der Sagileru.
Klimatisch können vier Jahreszeiten unterschieden werden: eine trockene und vergleichsweise kühle Jahreszeit von Dezember bis Februar, der Sommer von März bis Mai, gefolgt vom Südwestmonsun von Juni bis September und der Postmonsun- oder Nordostmonsunzeit von Oktober und Dezember. Der Mai ist der heißeste Monat des Jahres. Der Jahresniederschlag liegt bei 570 mm und die Regenzeit dauert von Juni bis November. Der höchste Niederschlag fällt in der Regel im Oktober. Die Niederschlagsmenge nimmt von Nordwesten nach Südosten hin zu.

## Geschichte

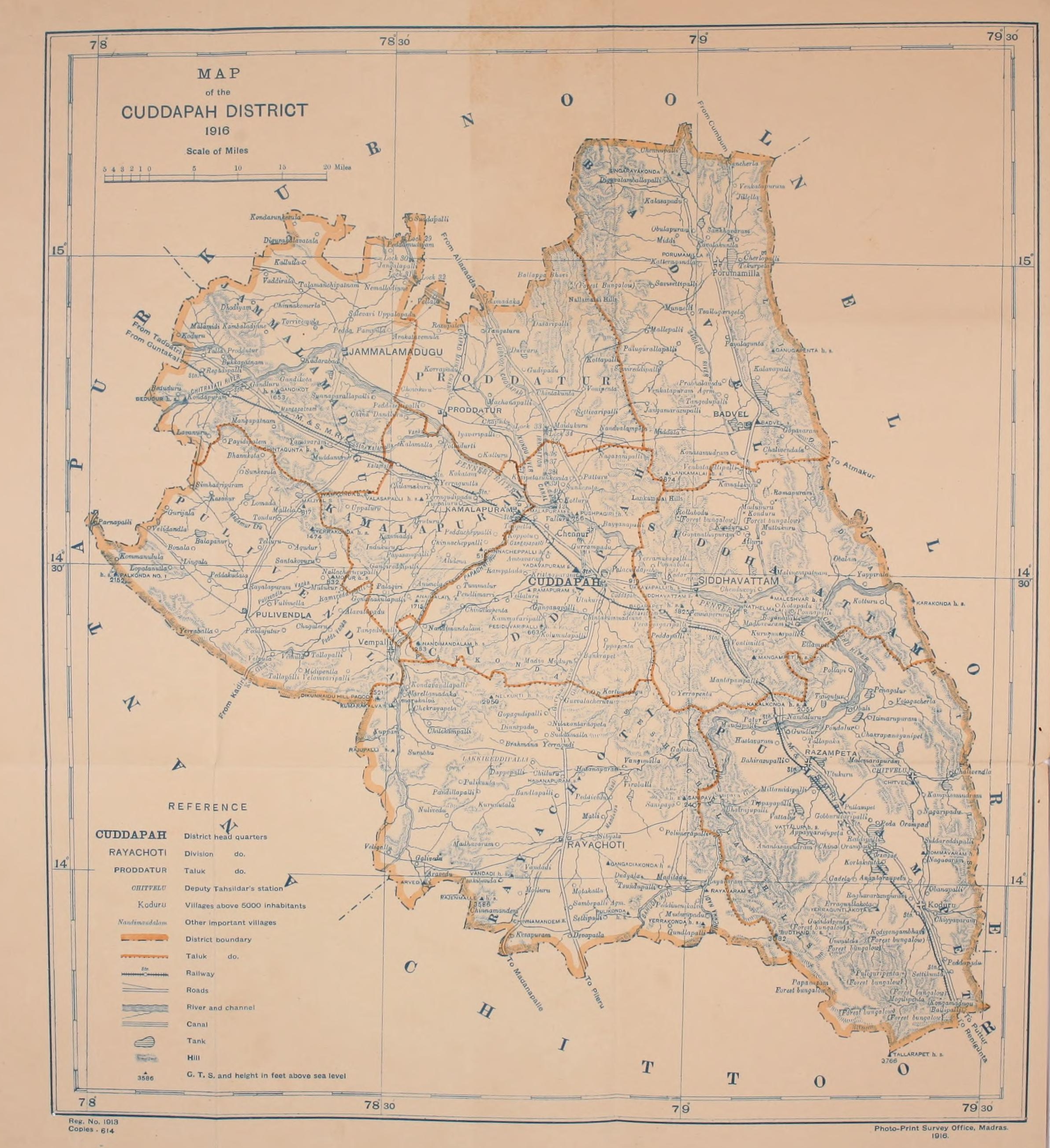
Karte des Distrikts Cuddapah aus dem Jahr 1916 zur britischen Kolonialzeit

Der Distrikt YSR vor 2022

Das Gebiet des Distrikts kam in den Mysore-Kriegen in zwei Verträgen vom 18. März 1792 (Vertrag von Seringapatam) und 22. Juni 1799 (Vertrag von Mysore) zunächst unter die Herrschaft des Nizams von Hyderabad, der es im Vertrag von Hyderabad vom 12. Oktober 1800 im Gegenzug für militärische und finanzielle Unterstützung dauerhaft an die Britische Ostindien-Kompanie abtrat. Erster district collector dieser abgetretenen Gebiete („Ceded Districts“) wurde zunächst Thomas Munro, der spätere Gouverneur der Präsidentschaft Madras. Nach Munros Weggang wurde das Gebiet im Jahr 1808 in die beiden Distrikte Cuddapah und Bellary geteilt. Ersterer hatte zunächst sein Verwaltungszentrum in Sidhout (heute Siddavatam). Später wurde der Verwaltungssitz nach Cuddapah (Kadapa) verlegt. Zur britischen Kolonialzeit gehörte der Distrikt Cuddapah zur Präsidentschaft bzw. Provinz Madras. Nach der Unabhängigkeit Indiens 1947 ging aus dieser der Bundesstaat Madras hervor. 1953 bis 1956 gehörte der Distrikt zum Bundesstaat Andhra und im States Reorganisation Act von 1956 kam er zum neu gebildeten Bundesstaat Andhra Pradesh. Die Fläche und die Grenzen des Distrikts änderten sich danach über Jahrzehnte hinweg nur geringfügig (im Zensus 1961 wurde die Fläche mit 15.373 km² angegeben und im Zensus 2011 mit 15.359 km²).
Am 19. August 2005 wurde die alte Schreibweise Cuddapah in Kadapa geändert, und am 8. Juli 2010 änderte die Regierung Andhra Pradeshs unter Chief Minister K. Rosaiah den Distriktnamen in „YSR“, zu Ehren des im Jahr zuvor tödlich verunglückten populären Chief Ministers Y. S. Rajasekhara Reddy, der aus dem Mandal Pulivendula stammte.
Zum 4. April 2022 erfolgte eine umfassende Distrikt-Reorganisation in ganz Andhra Pradesh, wodurch sich die Zahl der Distrikte von 13 auf 26 verdoppelte. Der Distrikt YSR verkleinerte sich dadurch von 51 auf 36 Mandals. 15 Mandals wurden an den neuen Distrikt Annamayya abgegeben. Die Distriktfläche reduzierte sich auf 11.228 km² und die Einwohnerzahl von 2.882.469 auf 2.359.130 (Volkszählung 2011).

## Bevölkerung
Bei der Volkszählung 2011 hatte der Distrikt in seinen späteren Grenzen 2.060.654 Einwohner (1.037.867 männlich, 1.022.787 weiblich). 1.251.364 Personen lebten in ländlichen und 809.290 in städtischen Siedlungen. 337.860 Einwohner waren Angehöriger registrierter unterprivilegierter Kasten (scheduled castes) und 40.994 gehörten zu der registrierten indigenen Stammesbevölkerung (scheduled tribes, Adivasi). Die Alphabetisierungsrate (>6 J.) lag im Jahr 2011 bei 61,76 % (männlich: 70,93 %, weiblich: 52,62 %). Die Religionen waren wie folgt verteilt: 1.710.857 Hindus, 317.415 Muslime, 20.921 Christen, 11.461 andere und ohne Angabe.

## Verwaltung
Im Jahr 2023 war der Distrikt in drei Divisionen und 36 Mandals eingeteilt:
- Division Kadapa mit den zwölf Mandals Veerapunayunipalle, Yerraguntla, Kamalapuram, Vallur, Chennur, Kadapa, Chinthakommadinne, Pendlimarry, Vempalli, Chakrayapet, Sidhout, Vontimitta;
- Division Badvel mit den zwölf Mandals Brahmamgarimattam, Sri Avadhutha Kasinayana, Khajipet, Kalasapadu, Porumamilla, B.kodur, Badvel, Gopavaram, Duvvur, S.mydukur, Chapad, Atlur
- Division Jammalamadugu mit den zwölf Mandals Kondapuram, Mylavaram, Peddamudium, Rajupalem, Proddutur, Jammalamadugu, Muddanur, Simhadripuram, Lingala, Pulivendula, Vemula, Thondur.

## Wirtschaft
Der Großteil der arbeitenden Bevölkerung ist in der Landwirtschaft beschäftigt. Hauptanbauprodukte sind Sonnenblumen, Erdnüsse, Reis, Zitrusfrüchte, Baumwolle und Gemüse. Die Industrie spielt neben der Landwirtschaft eine untergeordnete Rolle. Neben Zementfabriken gibt es vor allem Betriebe der Steinverarbeitung. Der Distrikt verfügt über zahlreiche mineralische Rohstoffe wie Blei, Asbest, Baryt, Kalkstein, Tonerde und den „Cuddapah Stone“, einen schwarzen Kalkstein, der im Hochbau in ganz Südindien verwendet wird.